# Razamanaz
| 전문가 평가 | 전문가 평가 |
| 평가 점수   | 평가 점수   |
| 출처        | 점수        |
| ----------- | ----------- |
| AllMusic    | [ 2 ]       |

《Razamanaz》는 스코틀랜드의 하드 록 밴드 나자레스의 세 번째 스튜디오 음반으로, 1973년 5월에 발매되었다. 이 음반은 밴드가 차트에 처음 진입한 LP 음반이며, 당시 함께 투어 중이던 딥 퍼플의 로저 글로버가 프로듀서를 맡았다. 수록곡 중 〈Woke Up This Morning〉은 이 음반을 위해 다시 녹음되었다.

## 배경
이전 두 음반 《Nazareth》 (1971년)과 《Exercises》 (1972년)에서 비교적 소프트 록, 포크 성향을 보였던 나자레스는 《Razamanaz》를 통해 보다 강력한 기타 리프, 직선적인 하드 록 사운드를 추구하게 되었다. 음반의 타이틀곡 〈Razamanaz〉는 글램 록의 요소를 지닌 에너지 넘치는 트랙으로, 당시 영국 록 씬에서 인기를 얻었으며 밴드의 라이브 레퍼토리에서도 중심적인 곡이 되었다.
《Razamanaz》는 영국 음반 차트에서 11위를 기록하였고, 수록곡 〈Broken Down Angel〉과 〈Bad Bad Boy〉는 싱글 차트에서도 각각 9위와 10위에 오르며 상업적인 성과를 거두었다. 이 음반의 성공은 나자레스의 국제적인 인지도 상승으로 이어졌으며, 이후 《Loud 'n' Proud》 (1973년), 《Rampant》 (1974년), 《Hair of the Dog》 (1975년)으로 이어지는 상승세의 발판이 되었다.
로저 글로버는 이 음반을 통해 나자레스의 음악적 잠재력을 끌어냈으며, 이후에도 《Loud 'n' Proud》, 《Rampant》에서 연이어 프로듀싱을 맡았다.

## 곡 목록
모든 곡들은 특별한 언급이 없는 한 피트 애그뉴, 매니 찰턴, 댄 맥카퍼티 그리고 대럴 스위트에 의해 작사/작곡하였다.
| #  | 제목                     | 작사·작곡   | 재생 시간 |
| -- | ------------------------ | ----------- | --------- |
| 1. | 〈Razamanaz〉            |             | 3:52      |
| 2. | 〈Alcatraz〉             | 리언 러셀   | 4:23      |
| 3. | 〈Vigilante Man〉        | 우디 거스리 | 5:21      |
| 4. | 〈Woke Up This Morning〉 |             | 3:53      |

| #  | 제목                  | 재생 시간 |
| -- | --------------------- | --------- |
| 5. | 〈Night Woman〉       | 3:29      |
| 6. | 〈Bad Bad Boy〉       | 3:55      |
| 7. | 〈Sold My Soul〉      | 4:49      |
| 8. | 〈Too Bad, Too Sad〉  | 2:55      |
| 9. | 〈Broken Down Angel〉 | 3:45      |

## 인증
| 국가                       | 인증     | 판매량/출하량 |
| -------------------------- | -------- | ------------- |
| 캐나다 (뮤직 캐나다)       | 플래티넘 | 100,000^      |
| ^출하량을 기반으로 한 인증 |          |               |